# Roberto Frucht
Roberto Frucht, mit vollem Namen Roberto Frucht Wertheimer (* 9. August 1906 in Brno Mähren, als Robert Frucht; † 26. Juni 1997), war ein deutsch-chilenischer Mathematiker.
Sein Vater war der Redakteur Robert Frucht. Seine Familie siedelte 1908 nach Berlin über, wo er später Mathematik, Physik und Philosophie studierte und 1931 mit der Dissertation „Über die Darstellung endlicher Abelscher Gruppen durch Kollineationen“ bei Issai Schur promoviert wurde. Eine Habilitation war ihm aufgrund seiner jüdischen Herkunft verwehrt und er wandte sich der Arbeit als Versicherungsmathematiker zu bei einer Versicherungsgesellschaft in Triest und entschloss sich nach seiner Entlassung Anfang 1939 wegen des drohenden Krieges mit seiner inzwischen gegründeten Familie nach Argentinien auszuwandern, wo er zunächst eine Stelle als Versicherungsmathematiker in Buenos Aires antrat.
Durch Vermittlung von Robert Breusch, einem Kontakt aus seiner Berliner Zeit, begann er eine Lehrtätigkeit an der Universidad Santa María in Valparaíso (Chile), von 1948 bis 1968 war er dort Dekan der mathematisch naturwissenschaftlichen Fakultät und seit 1970 Emeritus.
Sein Hauptarbeitsgebiet war die Graphentheorie, in der er 1938 den heute sogenannten Satz von Frucht bewies, nach dem zu vorgegebener endlicher Gruppe ein endlicher Graph mit einer dazu isomorphen Automorphismengruppe gefunden werden kann.
Seit 1979 war Roberto Frucht korrespondierendes Mitglied der Chilenischen Akademie der Wissenschaften. Er war auch Mitglied der argentinischen mathematischen Gesellschaft und der American Mathematical Society. 1982 wurde Roberto Frucht ein Band des Journal of Graph Theory gewidmet.